# Mitologia di Lost

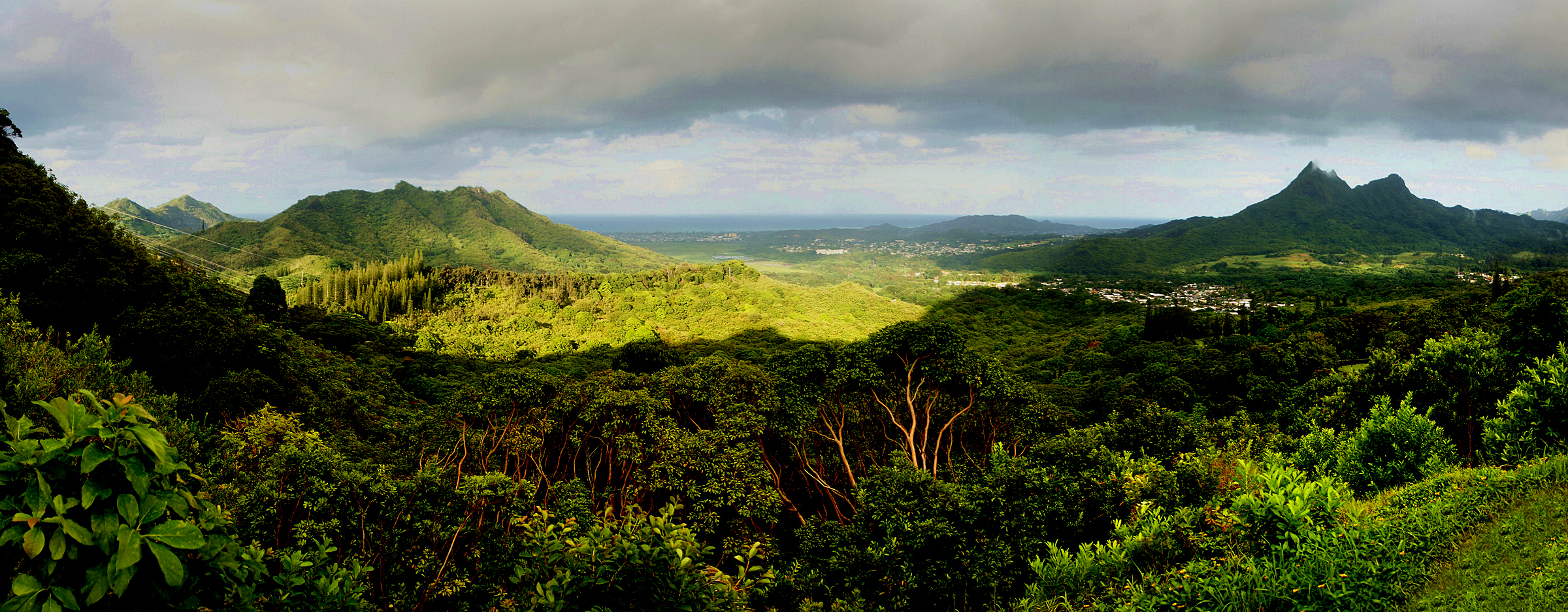
Scorcio dell'isola di Oahu, nell'arcipelago delle Hawaii, dove vennero eseguite le riprese

Con il termine mitologia, nella serie televisiva Lost si intendono una serie di misteriosi fenomeni soprannaturali o fantascientifici, che includono coincidenze, déjà vu, anomalie spazio-temporali e paradossi. Il termine è stato coniato e utilizzato dagli stessi creatori della serie.

## L'isola
Il Luogo di ambientazione principale della serie è una misteriosa isola del sud del Pacifico sulla quale precipita il Boeing 777 del volo Oceanic Airlines 815. Essa presenta proprietà scientifiche straordinarie (al tal punto da sembrare miracoli), tra le quali la possibilità di curare alcune malattie (ad esempio il cancro di Rose e la paralisi di Locke), la possibilità di spostarsi nello spazio-tempo e le sue strane proprietà elettromagnetiche dovute alla presenza di una sacca elettromagnetica sotterranea, così come spiegato da Eloise Hawking a Jack, Sun, Ben e Desmond al Lampione, che ne rendono molto difficoltoso il raggiungimento via mare o per via aerea.

### Tracce di una presenza umana sull'isola
Sull'isola, sebbene all'inizio della serie sembri essere deserta, vi sono evidenti tracce di una presenza umana prima dello schianto del volo 815.

#### La Roccia Nera
La Roccia Nera è un veliero risalente alla metà del XIX secolo, situato nel mezzo della giungla. Ne La costante viene spiegato che la Roccia Nera salpò originariamente da Portsmouth, in Inghilterra; venne successivamente dichiarata perduta in mare durante un viaggio mercantile verso il Regno di Siam, il 22 marzo 1845. Diversi anni dopo, il diario di bordo del veliero venne rinvenuto sull'Île Sainte-Marie, nel Madagascar, insieme ad altri artefatti pirateschi. Il contenuto del diario non venne mai reso pubblico a nessuno che non facesse parte della famiglia di Tovard Hanso. In seguito l'oggetto venne comprato ad un'asta da Charles Widmore.
Nell'episodio Ab aeterno, ambientato nel 1867, la Roccia Nera è capitanata da Magnus Hanso e al suo interno trasporta tra gli altri prigionieri anche Richard Alpert. Jacob spiega al fratello gemello di essere stato lui ad attrarre il veliero verso l'isola e insieme lo vedono avvicinarsi alla costa. Poco dopo la Roccia Nera viene colpita da un'onda anomala e si schianta contro la statua di Tueret, distruggendola e risparmiandone solo un piede.
La Roccia Nera venne spinta probabilmente dalla marea verso l'interno dell'isola, dove diversi decenni dopo viene trovata dai sopravvissuti del volo Oceanic 815. Al suo interno, sono presenti casse di dinamite, equipaggiamento minerario e gli scheletri degli schiavi ancora legati in catene che non sopravvissero all'arrivo sull'isola.

#### La cascina
La cascina venne costruita dal matematico del Progetto DHARMA Horace Goodspeed come una sorta di rifugio per sé e per sua moglie Amy. Sebbene inizialmente si pensi che ad abitarla sia Jacob, in seguito viene rivelato che è in realtà suo fratello a spacciarsi per lui, dando ordini agli Altri. Si presenta circondata da una striscia di cenere interrotta in alcuni punti (e quindi per questo presidiata dall'Uomo in nero, che altrimenti non potrebbe accedervi) e appare in tre diverse ubicazioni, dato il suo potere di muoversi nello spazio.
Il termine cascina del doppiaggio italiano è un'improbabile traduzione del termine inglese cabin. La cascina difatti non ha per nulla l'aspetto di una cascina, ma è una semplice cabina, o casupola. La traduzione potrebbe essere stata dettata da esigenze di sincronizzazione del labiale in sede di doppiaggio.

#### Rovine
Nell'episodio Si vive insieme, si muore soli, Sayid, Jin e Sun avvistano le rovine di una gigantesca statua; di questa tutto ciò che è rimasto è un piede di quattro dita, rotto al livello della caviglia. L'intera statua, vista di schiena, appare da lontano nell'episodio della quinta stagione LaFleur: la figura ha orecchie leonine, lunghi capelli, una croce ansata in ciascuna mano ed è vestita in abiti egiziani. In seguito è stato rivelato che la statua raffigura Tueret, la dea egiziana della fertilità e della vita. È stata comparata al Colosso di Rodi.
Alla base della statua è presente una camera segreta, dove risiede Jacob. Al suo interno sono raffigurati i quattro elementi, terra, acqua, fuoco e aria: "il braciere al centro della stanza è costituito da fiamme di fuoco che si elevano da una massa di terra nera, mentre il tutto è circondato da un anello d'acqua". Nella stanza c'è inoltre un antico telaio, con cui Jacob sta tessendo un tappeto. Inoltre, sul soffitto è stata dipinta una "carta astronomica egiziana che rimanda agli astri celesti, al tempo e alla dea Tueret".
Altre rovine sono rivelate nell'episodio Il brigantino, quando gli Altri legano Anthony Cooper alla base di una larga colonna di pietra. Verso la fine della terza stagione, Ben dice a Richard di condurre gli Altri al Tempio, e in Vi presento Kevin Johnson egli manda Alex, Karl e la Rousseau presso lo stesso luogo. La sua mappa lo segnala con un simbolo del Progetto DHARMA, ma il Tempio è stato anche associato all'attività del Mostro, che avrebbe il compito di proteggerlo. Nell'episodio Cambio delle regole, dopo la morte di Alex, Ben evoca il Mostro dall'interno di una camera segreta sulla cui porta sono presenti geroglifici. In Casa dolce casa, quando Ben entra nell'Orchidea, recandosi al di sotto della stazione DHARMA vera e propria, scopre quella che sembra essere un'antica lapide ricoperta di geroglifici. Questa pietra fa da ingresso all'ultima sala, quella in cui venne incastonata la ruota ghiacciata a otto raggi che serve per muovere l'isola. Nell'episodio Quel che è stato è stato, ambientato nel passato, Richard Alpert porta un giovane Benjamin Linus presso il Tempio per curare una fatale ferita al petto. Richard si accorge che Ben si riprenderà dall'esperienza come una persona completamente diversa. In Ciò che è morto è morto viene rivelato che la struttura vista fino a quel momento non era altro che una parte delle mura che racchiudono il Tempio, che si trova invece a circa un miglio di distanza.
Sotto la superficie dell'isola scorrono lunghi tunnel che costituiscono un labirinto. La tana del Mostro giace in questi tunnel, al di sotto del Tempio. Gli Altri utilizzarono inoltre una delle camere sotterranee per isolare una bomba all'idrogeno.
Nell'episodio Al di là del mare, si scopre che Jacob, suo fratello gemello e la madre adottiva vivevano nelle stesse grotte dove più di duemila anni dopo si insedieranno i superstiti del volo Oceanic 815, pochi giorni dopo lo schianto. Inoltre nello stesso episodio i due fratelli si sono recati all'esterno di una grotta (dalla quale era possibile scorgere una forte luce proveniente dal fondo, sotto l'isola); in La fine Desmond scende in tale grotta e scopre un'antica camera, all'interno della quale una pietra ricoperta di geroglifici tappa un misterioso buco al centro della stanza. Quando questa viene spostata da Desmond viene rilasciata un'enorme quantità di energia, un infernale bagliore rosso invade la stanza e l'isola reagisce violentemente all'evento. Jack in seguito riesce a far drenare nuovamente l'energia all'interno della stanza, riposizionando la pietra nella posizione originale.

### Proprietà curative
L'isola possiede delle straordinarie proprietà curative. È in grado di curare malattie considerate normalmente incurabili, come un danno alla colonna vertebrale (Locke), il cancro (Rose) e l'infertilità (Jin). Le ferite guariscono molto più velocemente del normale, ma ciò non rende le persone immortali né del tutto immuni alle malattie. Sin dall'"Incidente" elettromagnetico, tutti gli individui di sesso femminile di tutte le specie animali non sono più in grado di concepire bambini sull'isola senza morire per una malattia autoimmunitaria (ad esempio, le donne non riescono a portare a termine il terzo trimestre di gravidanza), ma possono tuttavia partorire sull'isola qualora il concepimento sia avvenuto sulla terraferma o lascino l'isola prima del parto (nel caso degli esseri umani, le donne dovrebbero lasciare l'isola prima del secondo trimestre).
Inoltre, alcuni individui, una volta guariti sull'isola, possono tornare tranquillamente sulla terraferma senza che la loro malattia si ripresenti (John Locke, ad esempio, quando torna sulla terraferma per riunire i candidati su ordine del Mostro, deambula correttamente).

#### Guarigione
Alcuni sopravvissuti si convincono di essere miracolosamente guariti nel momento dell'incidente aereo. Prima dell'arrivo sull'isola, Locke era paralizzato, ma riacquista l'uso delle gambe immediatamente dopo lo schianto. Nell'episodio Il brigantino, Richard Alpert sostiene che il fatto che la spina dorsale di Locke sia guarita da sola non è evento normale, nemmeno per gli standard dell'isola, e che dunque Locke era stato considerato per qualche ragione "speciale". Rose, malata gravemente di cancro, una volta arrivata sull'isola sostiene di non percepire più il peso della malattia e si convince che sia stata l'isola stessa a farla guarire. Daniel Faraday, che prima di arrivare sull'isola soffre di alcuni disturbi mentali, sull'isola sembra riacquistare la memoria e le sue facoltà intellettive.
Altri personaggi, al contrario, contraggono malattie o rimangono gravemente feriti. Ben Linus rimane scioccato dalla notizia di avere un tumore alla spina dorsale proprio quando gli Altri si erano convinti che la malattia non fosse possibile sull'isola. Jack si ammala di appendicite ed è costretto a farsi operare d'urgenza.
Locke si riprende miracolosamente sia dalla ferita infertagli da Ben nell'episodio L'uomo dietro le quinte, sia quando le sue gambe rimangono schiacciate sotto le porte stagne della stazione Cigno nell'episodio Chiusura. Ne L'assenza e il vuoto Ethan spara a Locke durante un flash nel passato; quando Locke torna nel presente, pochi minuti dopo, Richard cura la sua ferita superficialmente, sostenendo che "l'isola avrebbe fatto il resto".
Altri personaggi, come Mikhail Bakunin e Naomi, hanno anch'essi una veloce riabilitazione.

#### Gravidanze
Nella terza stagione viene rivelato che ogni donna che al momento del concepimento si trova sull'isola muore prima della nascita del bambino. La gravidanza procede fino al secondo trimestre, quando iniziano a sorgere complicazioni: il corpo della madre rigetta il feto come se fosse un'infezione virale, e sia la madre che il bambino perdono la vita. Le donne che invece, come la Rousseau e Claire, si trovavano altrove durante il secondo trimestre, hanno portato avanti la gravidanza senza problemi. Gli Altri ingaggiano Juliet Burke, una ricercatrice nel campo della fertilità, perché trovi una soluzione. Tra le sue pazienti, nessuna riesce a raggiungere il terzo trimestre, e Juliet non riuscirà mai a trovare una risposta.
Le stesse complicazioni non vengono sofferte dagli animali dell'isola; tuttavia, gli orsi polari trasportati sull'isola subiscono gravi danni a causa delle radiazioni elettromagnetiche.
L'isola influisce inoltre sulla fertilità maschile: Jin, che era sterile prima di arrivare sull'isola, riesce a mettere incinta sua moglie. Juliet spiega che sull'isola gli uomini presentano una conta degli spermatozoi cinque volte più alta del normale.
Infine, nel cortometraggio The new man in charge, si scopre che il problema si verificherebbe anche con tutte le altre specie animali (anche se, naturalmente, con tempistiche diverse).

#### La malattia
Nonostante l'apparente mancanza di malattie sull'isola, la Rousseau dichiara di aver ucciso i suoi compagni di viaggio a causa di una misteriosa malattia, che necessitava la loro esecuzione. Sostiene inoltre che i portatori della malattia siano gli Altri. Successivamente viene mostrato come la squadra della Rousseau fosse stata "infettata" dopo essere entrata in uno dei tunnel sottostanti il tempio per recuperare un membro rapito dal Mostro. Al loro ritorno, i tre membri del gruppo non mostravano alcun sintomo fisico, ma iniziarono a comportarsi stranamente e tentarono di uccidere la Rousseau. Nel momento in cui capì che non erano più gli stessi di prima, Danielle dovette ucciderli.
Kelvin Inman convince Desmond a prendere regolarmente un vaccino contro una misteriosa malattia presente sull'isola. Quando Desmond, rinchiuso nel bunker della stazione Cigno, incontra per la prima volta i sopravvissuti, crede che loro siano rimasti sull'isola abbastanza a lungo da essersi contagiati. Poco dopo scopre che l'ambiente esterno è sicuro e che le loro preoccupazioni non avevano fondamento. Uno stesso vaccino viene somministrato a Claire da Ethan, che sostiene di usarlo per il bene della sua gravidanza.
Il padrone del Tempio, Dogen, si riferisce a Sayid e a Claire come a "persone infette". Anche nel loro caso, la malattia si manifesta nell'assenza di emozioni e nell'alterazione della personalità (da cui, però, si può guarire dopo aver subito uno shock, come successo a Sayid). È possibile che la malattia sia causata dal Mostro e che prenda piede in seguito a un'esperienza di pre-morte.

### Altre proprietà fisiche

#### Ubicazione
Gli Altri (personaggi che vivono sull’isola) trasmettono un segnale utilizzato per rintracciare l'isola. Quest'ultima è circondata da uno scudo di energia elettromagnetica, che causa una dislocazione temporale e la morte di chi tenti di attraversarlo, a meno che la persona non stia viaggiando attraverso una certa direzione e angolazione, 
che cambia quando l'isola si sposta nello spaziotempo. Il Progetto DHARMA riuscì a localizzare l'isola, apprendendo le informazioni sulla sua ubicazione dall'esercito americano; il Progetto si stabilì sull'isola e costruì il Lampione, una stazione situata fuori dall'isola, nei sotterranei di una chiesa di Los Angeles, che ha lo scopo di individuare e prevedere la posizione dell'isola durante i suoi spostamenti. Girando la ruota ghiacciata a otto raggi sotto la stazione Orchidea, l'isola può essere fisicamente spostata nello spaziotempo.

#### Elettromagnetismo
Sull'isola è presente un'inusuale forma di elettromagnetismo. Mentre gli oggetti fisici sembrano essere colpiti dal passaggio del tempo, quelli elettromagnetici (come le onde radio) non lo sono. È infatti possibile comunicare in modo diretto col mondo esterno senza un'alterazione temporale. Radzinsky, convinto che sull'isola si potesse manipolare l'elettromagnetismo come mai prima di allora, progettò e fece costruire una stazione, il Cigno, per studiarne gli effetti.
Nell'episodio Si vive insieme, si muore soli, Desmond scopre di aver causato un incidente elettromagnetico che provocò lo schianto del volo Oceanic 815. Nello stesso episodio, Locke decide di azzerare il conto alla rovescia della stazione Cigno. Così Desmond sarà obbligato ad usare la chiave di sicurezza datagli da Kelvin Inman che permette di liberare l'energia elettromagnetica che si accumula nel terreno sottostante una volta per tutte, senza più bisogno di dover premere un pulsante ogni 108 minuti; il problema è che questa azione richiede il sacrificio di chi aziona la chiave e l'implosione del bunker del Cigno. Tuttavia Desmond sopravviverà, poiché si rivelerà particolarmente resistente all'energia elettromagnetica (dote che spingerà Charles Widmore a rapirlo durante la sesta stagione e a sottoporlo ad una violenta scarica elettromagnetica proveniente da un macchinario DHARMA presente sull'isola Idra). Mentre sull'isola la stazione implode su se stessa, l'evento elettromagnetico (e dunque la posizione geografica dell'isola) viene rilevato da una stazione di monitoraggio stazionata nell'Antartico.

#### Viaggi temporali
L'isola è circondata da una barriera elettromagnetica non percepibile dall'occhio umano, che altera le altrimenti vigenti leggi della fisica. Secondo Daniel Faraday, ad esempio, sull'isola la luce non si diffonde come dovrebbe. Nell'episodio L'economista, i sopravvissuti fanno esperienza di alcuni sfasamenti temporali quando vengono in contatto col Kahana, un cargo ormeggiato presso l'isola, ma al di fuori della barriera che la circonda. Un missile lanciato dal cargo, ad esempio, ci mette 31 minuti in più del necessario per arrivare sull'isola. Nello stesso episodio un elicottero lascia l'isola nel tardo pomeriggio e raggiunge il Kahana la mattina dopo, nonostante il viaggio duri solo mezz'ora. Il cadavere di Doc Ray, uno dei membri del cargo, si arena sulla costa dell'isola nell'episodio Cambio delle regole, ma quando i sopravvissuti contattano via radio il Kahana l'uomo è ancora vivo e vegeto. Due episodi dopo (Ricerca febbrile), il dottore viene ucciso e lanciato fuori bordo.
La barriera impone a coloro che la valicano una tremenda esposizione elettromagnetica. È possibile che in questa circostanza la coscienza di una persona possa muoversi nel tempo e nello spazio; questo evento, chiamato "dislocamento temporale" (temporal displacement) nella serie, può provocare la morte nel caso non venga trovata una "costante" tra il presente e il periodo temporale di destinazione.
Girando la ruota gelata a otto raggi della stazione Orchidea, Benjamin Linus sgancia l'isola dal continuum spazio-temporale; lui si ritrova nel deserto tunisino di dieci mesi più avanti, mentre i sopravvissuti rimasti sull'isola vengono sbalzati da un'epoca all'altra, in modo puramente casuale. Ogni salto è accompagnato da una luce violacea accecante e da effetti collaterali, come mal di testa ed epistassi. John Locke riesce infine a risistemare la ruota sul suo asse, permettendo così all'isola di riagganciarsi al continuum spazio-temporale, tornando, però, indietro nel tempo nel 1977, Daniel Faraday credeva che lanciando una bomba atomica nella stazione DHARMA il Cigno, l’energia elettromagnetica si sarebbe liberata, e di conseguenza nel futuro nessuno sarebbe stato nel bunker a premere il pulsante per liberare l’energia (quindi il volo Oceanic 815 non sarebbe mai precipitato). L'esplosione non ha causato gli effetti sperati, ma, probabilmente, ha creato la realtà ultra-terrena in cui quasi tutti i personaggi della serie si ritrovano dopo la morte. Viene così confermato il Principio di autoconsistenza di Novikov, su cui il concetto di viaggio temporale nella serie è incentrato.

#### Dislocamento temporale
Nell'episodio della quarta stagione La costante, l'ufficiale addetto alle comunicazione del Kahana Minkowski e un altro membro dell'equipaggio di nome Brandon tentano di lasciare la nave per osservare l'isola più da vicino. Il secondo muore, mentre il primo soffre di dislocamento temporale (saltando tra presente e passato nella sua mente) e, mancando di una "costante" (un aspetto della sua vita presente in entrambi i periodi temporali), muore poco dopo.
A differenza dei flash temporali, durante un dislocamento temporale vengono effettivamente cambiati gli eventi futuri.

## Espedienti narrativi

### L'Uomo in nero/Il Mostro
Sull'isola vive una misteriosa entità, che appare come una massa di fumo nero accompagnata da suoni meccanici e da scintille elettriche, chiamata dai sopravvissuti "Mostro di fumo" o anche solo "Mostro". Damon Lindelof l'ha definito come «uno dei più grandi segreti» della mitologia di Lost e i produttori hanno spiegato ai fan che non si tratta di un "mostro" nel senso tradizionale del termine. È stato ripetutamente descritto come un "sistema di sicurezza" dell'isola e in particolare delle rovine del Tempio ed è stato visto emergere dal terreno e attaccare i personaggi, sebbene non uccida chiunque incontri. Nel primo episodio della sesta stagione, LA X, viene rivelato che il Mostro è una delle incarnazioni della nemesi di Jacob, nonché suo fratello gemello.
La nemesi di Jacob, chiamato anche "Uomo in nero" (in contrapposizione invece a Jacob, che veste di bianco nella prime scene in cui appaiono insieme), nacque sull'isola insieme al fratello ai tempi dell'Antico Egitto. Un giorno, l'Uomo in nero uccise la loro madre adottiva (rea di averli rapiti, di aver ucciso la loro madre biologica e di aver trucidato molte persone sull'isola), così Jacob tentò di vendicare la madre uccidendolo, ma riuscì solo a causarne la trasformazione nell'entità del fumo nero. I due rimasero in conflitto per secoli, incapaci di prevalere l'uno sull'altro.
Sotto forma di fumo, l'Uomo in nero è in grado di leggere nella mente degli altri personaggi, conoscerne i ricordi, manipolare le loro menti (creando illusioni di persone morte a loro care) e di prendere le sembianze di persone morte (i cui cadaveri però siano presenti sull'isola). L'entità è però intrappolata sull'isola, e dedica la propria vita all'unico obiettivo di lasciarla per tornare a casa.
Appare per la prima volta a Vincent (Così ha inizio) pochi istanti dopo lo schianto aereo con le sembianze di Christian Shephard, ed in seguito, dopo aver spaventato i superstiti del volo 815, uccide il pilota Seth Norris nelle sue reali sembianze di fumo nero. Successivamente si fa vedere da Jack, sotto le false spoglie del padre deceduto del dottore. Infine al termine della stagione cerca di trascinare Locke in una cavità nel terreno di una foresta.
Nella seconda stagione ha un incontro pacifico con Mr. Eko sotto forma di fumo nero ed invece nella terza, dopo aver preso le sembianze di "Yemi", confessa Mr. Eko e poi, tornato alle sue reali sembianze, lo uccide. In seguito appare, come essere invisibile, a Locke e Ben nella cascina di Jacob, spacciandosi per quest'ultimo e chiedendo a John di aiutarlo.
Nella quarta stagione lo si ritrova di nuovo nelle sembianze di Christian, che dopo aver rapito Claire, la porta alla cascina di Jacob, in cui nuovamente gli fa visita Locke. Claire rimane con lui, ingannata dall'aspetto identico al padre. Questa volta l'Uomo in nero si finge portavoce di Jacob e chiede a John di "spostare l'isola" e di non parlare con nessuno di quell'incontro. Claire rimane con lui tre anni e viene contagiata dal suo animo malvagio (Dogen accenna a tutto questo negli episodi 4 e 6 della sesta stagione).
Nella quinta stagione il fumo nero, sempre nelle sembianze di Christian, si incontra con John Locke nella caverna sotto la stazione Orchidea e chiede nuovamente di "spostare l'isola" (precedentemente fu Ben a farlo al posto di Locke) e riportare indietro tutte le sei persone che l'hanno lasciata. John morirà ucciso da Ben qualche tempo dopo. Con l'atterraggio di fortuna del volo Ajira 316, la nemesi di Jacob vede una nuova opportunità di portare avanti i suoi piani infiltrandosi nel gruppo dei sopravvissuti prendendo le sembianze del defunto John Locke e, con la complicità di Ben Linus (ottenuta con l'inganno), uccide suo fratello Jacob.
Nella sesta ed ultima stagione la nemesi di Jacob, sempre nelle sembianze di John Locke (che manterrà fino all'ultimo episodio), rivela la sua identità ai sopravvissuti e promette loro, ingannandoli, di aiutarli a tornare a casa insieme a lui. Ma i suoi piani sono ben altri: l'unico modo che ha per lasciare l'isola, come imposto lui dalle regole di Jacob, è uccidere tutti i candidati a prendere il posto del fratello ormai deceduto. Viene infine ferito da Kate (con un colpo di fucile) e ucciso da Jack (che lo scaraventa giù da una scogliera) nell'ultimo episodio della serie.

### I numeri
I numeri 4, 8, 15, 16, 23, e 42 appaiono frequentemente nella serie, sia individualmente che in sequenza. La loro somma è 108, un altro numero che compare in diverse occasioni.
Stando al filmato d'orientamento del Progetto DHARMA apparso in Lost Experience, i Numeri rappresentano i fattori dell'equazione di Valenzetti, che sarebbe in grado di predire l'estinzione del genere umano.
Gli sceneggiatori della serie introdussero i Numeri con l'unico scopo di creare un espediente narrativo che facesse incrociare due personaggi, Hugo Reyes e Danielle Rousseau. I Numeri vennero successivamente utilizzati come easter egg in seguito alla reazione positiva da parte dei fan.
Nella prima stagione, i Numeri vengono introdotti come parte integrante del messaggio radio che portò la spedizione scientifica di Rousseau sull'isola. La sequenza di numeri venne ascoltata da altre persone al di fuori dell'isola e infine raggiunse Hugo Reyes, che decise di giocarla alla lotteria. La vittoria porta con sé una serie di disgrazie e Hugo inizia a pensare che i numeri siano maledetti e che siano tra le altre cose anche la causa dell'incidente aereo.
Tra gli esempi di utilizzo dei numeri degni di nota: i protagonisti sopravvivono all'incidente aereo del volo Oceanic 815; il computer della stazione Cigno viene resettato ogni 108 minuti; la sequenza dei numeri appare sulla botola trovata da Locke e Boone nella prima stagione e sulle fiale di vaccino usate da Desmond e da Ethan Rom; i Sei della Oceanic lasciano l'isola dopo 108 giorni. I numeri appaiono inoltre in date, orari, codici, e altri particolari. Il motivo di ciò è che 4+8+15+16+23+42 = 108.
Nel quarto episodio della sesta stagione, l'Uomo in nero mostra a Sawyer diversi nomi scritti su un muro all'interno di una grotta abbinati a dei numeri; James scopre così che ad ognuno di questi sei numeri corrisponde uno dei candidati destinati a diventare il sostituto di Jacob.
Inoltre è stato notato che i numeri 4 8 15 16 appaiono in una delle sigle della ABC (network che ha prodotto la serie).

## Personaggi

### Progetto DHARMA
Tra gli anni settanta e novanta, un gruppo conosciuto come Progetto DHARMA operò sull'isola studiandone le proprietà per mezzo di numerose stazioni di ricerca. Come risultato finì per entrare in conflitto con gli abitanti dell'isola, che allora chiamavano gli "Ostili" e successivamente saranno conosciuti come gli "Altri". I due gruppi tentarono di delimitare i rispettivi territori e di formare uno stato di tregua, ma il Progetto DHARMA iniziò a declinare negli anni ottanta e venne definitivamente distrutta nel 1992 quando Benjamin Linus orchestrò un omicidio di massa (definito come "Purga").
Numerosi edifici DHARMA vennero mantenuti e gli Altri se ne impossessarono, facendoli propri. A causa dei viaggi temporali, alcuni sopravvissuti sono entrati in contatto con il Progetto, aderendovi verso la fine degli anni '70.

### Gli Altri
Gli Altri occupano l'isola almeno dalla metà del IX secolo, o comunque da un periodo di tempo precedente sia al Progetto DHARMA che all'esplorazione dell'isola da parte dell'esercito americano. Gli Altri presero possesso delle Baracche del Progetto DHARMA in seguito alla Purga del 1992, e facendone un vero e proprio villaggio fino al dicembre 2004 (durante la terza stagione), quando le abbandonano per trasferirsi al Tempio.

### Connessioni
Prima del loro arrivo sull'isola, la maggior parte dei personaggi si sono incrociati, spesso senza rendersene conto, altre volte influenzandosi la vita a vicenda. Damon Lindelof ha dichiarato che le connessioni dei personaggi non devono essere considerate easter egg quanto piuttosto parte della mitologia della serie.
Tra gli esempi più degni di nota: Sawyer incrocia il padre di Jack prima che la morte di quest'ultimo sia la causa del viaggio in Australia del figlio; il padre di Locke è l'uomo che causò l'omicidio-suicidio dei genitori di Sawyer; Hurley miliardario compra l'azienda in cui lavorava John Locke; Jack è costretto a scegliere se operare la sua futura moglie o il padre di Shannon, che hanno bisogno di un intervento chirurgico nello stesso momento; Hurley appare in televisione in uno dei flash di Jin.
Le connessioni raggiungono il culmine nell'ultimo episodio della prima stagione (Esodo), nei cui flashback viene narrato l'incrocio delle vite dei personaggi nell'aeroporto di Sydney.
Jacob ha fatto visita ai sopravvissuti in diversi momenti della loro vita, probabilmente destinandoli a incrociare le proprie vite sull'isola.

## Fenomeni sensoriali

### Sussurri
Alcuni personaggi (tra cui Rousseau, Sawyer, Sayid e Shannon) dichiarano di riuscire a distinguere, tra i rumori della giungla, dei sussurri. Nella sesta stagione, Michael appare ad Hurley e gli rivela che i sussurri son causati da persone defunte, che si trovano in uno stato di limbo o purgatorio e che riescono solo parzialmente a comunicare con i vivi. Dopo la sua morte, è stata sentita ad esempio la voce di Boone.

### Visioni
Diversi spiriti di persone defunte sono apparsi sull'isola, come quelli di Michael Dawson, Jacob, Christian Shephard, Yemi, Emily Linus, Claudia, Ana Lucia, Charlie Pace, Dave e Libby Smith. Alcuni spiriti riescono a comunicare con i vivi tramite i sogni, come Horace Goodspeed e Boone Carlyle, che appaiono entrambi a John Locke in due diverse occasioni mentre altri apparvero anche fisicamente.
In seguito viene rivelato che alcune di quelle che inizialmente erano considerate visioni (come ad esempio Christian Shephard e Yemi), erano invece alcune tra le incarnazioni del fratello di Jacob.
Walt è apparso sull'isola, in luoghi dove non sarebbe potuto essere; dal momento che il personaggio non era morto e il fratello di Jacob non sembra poter prendere la forma di persone ancora vive, l'origine di tali apparizioni è sconosciuta, ma potrebbe essere riconducibile ai presunti poteri paranormali del ragazzo.
Per spiegare le apparizioni sull'isola non riconducibili a allucinazioni (come quelle sulla terraferma) o alle apparizioni del mostro, si può pensare che queste derivino dai flash sideways: infatti, i personaggi in punto di morte spesso hanno visioni di scene appartenenti a vita ultraterrena (come Mr. Eko) o di persone già morte, ma entrate in tale dimensione purgatoriale (come Michael quando vede Christian Shepard sul cargo).